# 市川眞一
市川 眞一（いちかわ しんいち、1963年 - ）は日本の評論家、著述家、コメンテーター。ピクテ・ジャパンシニア・フェロー、元クレディ・スイス証券チーフ・マーケット・ストラテジスト。東京都武蔵野市生まれ。

## 来歴
- 1987年明治大学卒。和光証券、クレディ・リヨネ証券調査部長兼ストラテジストを経て、2000年12月にクレディ・スイス・ファースト・ボストン証券（現在のクレディ・スイス証券）へ[1]
- 経済産業省知的資本研究会委員、内閣府経済景気分析検討委員会委員などを歴任
- 2003-06年 構造改革特別区域[2]推進本部評価委員
- 2008年 資源エネルギー庁原子力国際戦略検討小委員会委員[3]
- 2009年 文部科学省原子力賠償条約検討ワーキンググループ委員[4]
- 2009年11月 行政刷新会議事業仕分けワーキンググループ評価者[5]
- 2010年 4月 行政刷新会議事業仕分け第2弾ワーキンググループ評価者[6]
- 2010年 6月 行政刷新会議行政事業レビュー、文部科学省、環境省、外務省評価者[7]
- 2010年10月 行政刷新会議事業仕分け第3弾特別会計仕分けワーキンググループ評価者[8]
- 2011年 財務省地震再保険特別会計に関する論点整理に係るワーキンググループ委員[9]
- 2011年 3月 行政刷新会議事業仕分け第4弾規制仕分けワーキンググループ評価者[10]
- 2011年 6月より テレビ東京ワールドビジネスサテライトのコメンテーター[11]
- 2011年 7月 衆議院財務金融委員会参考人[12]
- 2011年 財務省総合政策研究所国際的な資金フローに関する研究会メンバー[13]
- 2011年11月 行政刷新会議提言型政策仕分け評価者[14]
- 2012年 財務省地震再保険制度に関するプロジェクトチーム委員[15]
- 2012年  6月行政刷新会議行政事業レビュー、文部科学省、経済産業省、国土交通省評価者[16]
- 2012年 内閣府規制・制度改革委員会委員[17]
- 2012年11月 行政刷新会議新仕分け評価者[18]
- 2019年9月 ピクテ投信投資顧問シニア・フェロー[19]

## 人物像・エピソード
- 日本の政治家と太いパイプを持ち、小泉内閣の主要政策であった構造改革特区の初代評価委員を務めた他、安倍晋三元総理大臣、野田毅元自治相、西村康稔元外務政務官[20]、田村耕太郎元内閣府政務官（後に民主党に移籍）[21]などとの付き合いから、自民党系議員に顔が広いと見られていた。ただし、民主党が政権を獲得して以降、事業仕分けの評価者（仕分け人）などを通じて、民主党所属の国会議員にも広範なネットワークを持つと言われている。2011年7月には、同党の推薦で衆議院財務金融委員会において参考人を務め、同8月には同党財務金融部門会議で講演を行った[22]特に行政刷新担当大臣を2回歴任した蓮舫参議院議員や提言型政策仕分けのとりまとめ役を務めた玉木雄一郎衆議院議員などと交流が深いようだ。[23]。
- ブラックマンデーの起きた1987年に証券会社に入社した市川だが、当時暴落株価のボードの前で記念撮影をして先輩に叱られたことがある。
- 著書に見られるように政策提言が多く、小泉政権下で構造改革特別区域評価委員、鳩山政権下での事業仕分けなど、証券マンである傍ら多くの公職に任命されている。
- 教育問題では、中央教育審議会を厳しく批判、教育カリキュラムをプロセス管理からパフォーマンス管理へ移行するよう主張している[24]。
- 環境・エネルギー、特に原子力政策での発言が多く著書『政策論争のデタラメ』においては、総発電量に占める原子力比率を50%にするよう提言している[25]。2012年8月15日のテレビ東京・ワールドビジネスサテライトでは、脱原発を訴えた京都大学の植田和弘経済学部長と討論を行い、「再生可能エネルギーの安定供給、経済性が保証されていない以上、資源のない日本では、再生可能エネルギーの技術開発、普及への努力を進めると同時に、原子力技術の安全性向上にも注力して原発を維持すべき。特に再エネ事業者は電気事業法第18条で電力会社に課された電力の安定供給義務を負っておらず、その状態で再エネ比率を高めれば電力供給は不安定になるリスクが高い」との主張を展開したが、勤務のクレディ・スイス社はカナダのウラニウムワン社に202億円出資している東芝・東電・国際協力銀行のファイナンシャルアドバイザーで会社営利目的の発言であることは明白である[26][27]。またテレビ東京社長の島田昌幸は原子力政策懇談会メンバーで原子力再稼動推進派としてロビー活動を行っている[28]。
- 民主党政権下で行われた行政刷新会議事業仕分けでは（2009年11月11日）、診療報酬を巡る厚生労働省との論戦で、医師不足の要因について、「医療保険の価格がついているということであれば、価格の値付けの失敗ということになるのではないか」と発言、診療報酬体系の抜本的な見直しを求めた[29]。
- 行政刷新会議事業仕分け第2弾、独立行政法人情報通信研究機構に関する仕分けの際（2010年4月27日）、光通信技術に関し、ジャーナリストの津田大介らが他の仕分け人の発言を誤って市川のものとしてTwitter上に流した。津田は後に訂正したものの[30]、ネット上では、この津田のコメントを引用するかたちで多くの批判が展開された。しかしながら、津田が認めているように、市川本人はこの「光」に関する発言はしていない[31]。
- 行政刷新会議の仕分けには、事業仕分け、独立行政法人・公益法人仕分け、特別会計仕分け、規制仕分け、再仕分け、提言型政策仕分けの全てで仕分け人を務めたが、「再生可能エネルギー関連事業」の仕分け作業に市川含む東電関係者3人が関わるなどその人選の不透明さが問題視された[32]。
- 環境省の行政事業レビューで（2010年6月9日）、評価者の多数決を再三にわたって無視した取りまとめ役の南川秀樹官房長に喰ってかかり、山岳環境等浄化・安全対策緊急事業費補助事業を「抜本的見直し」から「廃止」に変えさせた[33]。
- 2011年7月15日に行われた衆議院財務金融委員会の参考人意見聴取においては、民主党の推薦であったにもかかわらず、「復興の具体的な中身が固まらないうちに、復興財源の議論をすることは、本来は本末転倒ではないか」と指摘、菅内閣を実質的に批判した[34]。
- 2011年11月20日、内閣府行政刷新会議による提言型政策仕分けの初日、高速増殖炉『もんじゅ』を運営する日本原子力研究開発機構と常陽産業など特定業者の不明朗な取引を暴露、高速増殖炉及び核燃料サイクル研究の重要性を指摘しつつも、『もんじゅ』の廃炉を主張した[35]。
- 生島ヒロシの人気ラジオ番組、TBSラジオの「生島ヒロシのおはよう一直線」にもしばしばコメンテーターとして登場している[36]。
- 文化庁が2002年から実施していた現代日本文学の英仏独露4カ国の言語への翻訳事業（JLPP）への助成が廃止された件において、事業評価の仕分けの評価者のひとりでもあったが、評価の内容について文芸評論家、早稲田大学教授の加藤典洋から事実誤認が多いと批判をあびた。しかしながら、この行政事業レビューの際、市川自身は、国際交流基金の数字を使いつつ、このデータに重複などがある可能性を指摘した。むしろ、税金を投入して近代文学を敢えて翻訳すること、当該事業が海外での日本文学普及を事業の目的としながら、実際には売り上げが伸びず、非常に高いコストとなっていること、以上2点が問題とされた[37][38]。
- 森永卓郎は第二回事業仕分けで労働政策研究・研修機構の事業（職業情報）の職業紹介DBで市川が指摘した「プロ野球選手」の紹介データの引用部分は廃止を前提とした「観衆ウケ」のための世論操作で実際の「プロ野球選手」の紹介データベースの正確な情報ではないとデータベース本文の全文を明示した上でこのように廃止ありきの都合の良い掻い摘んだ間違ったデータを仕分け人が持ち出し十分にデータの信憑性を精査しないまま相手の言い分を聞き入れず民主党のパフォーマンスに加担するような形で廃止に追い込む仕分け方法に苦言を呈している。ただし、森永自身がブログに書いているように、森永は労働政策研究・研修機構の総合評価諮問会議の委員をしていた。2011年11月20日に行われた提言型政策仕分けのなかで、不明朗な取引関係など数々の問題が指摘された原子力研究開発機構も評価委員会がA評価を付けていたなど、そもそも独法評価機関に関しては、馴れ合い・お手盛りの多くの問題が指摘されている。また、森永は一度も事業仕分け会場に足を運んでおらず、実際の仕分けがどのようなプロセスで進んだのか、直接、その場で確認したわけではない。この時の職業情報事業の仕分けは、市川の指摘したプロ野球の紹介データが問題にされたのではなく、既に民間に多くの職業紹介情報があるなか、国の税金を使って同様の事業を行うことに意味があるかが争点となった[39][40]。

## 著書
- 『中国のジレンマ 日米のリスク』　2011年8月　新潮新書[41]
- 『政策論争のデタラメ』　2009年9月　新潮新書[42]
- 共著『国際的マネーフローの研究』　2012年11月　中央経済社[43]

## 出演番組
- ワールドビジネスサテライト（テレビ東京）